# Olaf Hampel (Footballspieler)
Olaf Hampel (geboren am 24. Juni 1967 in Essen) ist ein ehemaliger deutscher American-Football-Spieler. Der 1,98 m große Spieler war zunächst bei den Bonner Jets (heute Troisdorf Jets) und den Cologne Crocodiles aktiv, bis er Anfang der 1990er Jahre als einer der wenigen Nicht-Amerikaner auch bei Frankfurt Galaxy, dann bei Rhein Fire in der NFL Europe spielte. Die Aufnahme in den Kader des NFL-Profiteams St. Louis Rams erreichte er nicht. Er spielte in der Abwehr und im Angriff.

## Sportlicher Werdegang
- 1981 bis 2000, German Football League, Spieler der Bonner Jets, Cologne Crocodiles, Düsseldorf Panther und Braunschweig Lions
- 1989, Spanish Football League, Profi-Spieler und Trainer der Barcelona Boxers
- 1990 bis 1997, National Football League Europe, Profi-Spieler bei Frankfurt Galaxy und Rhein Fire Düsseldorf
- 1992 bis 1996, National Football League, Profi-Spieler bei Denver Broncos, Washington Redskins und St. Louis Rams
- 1995, Canadian Football League, Profi-Spieler der Saskatchewan Roughriders

## Sportliche Leistungen
- Deutscher Meister – 1988, 1998, 1999
- Deutscher Vize-Meister – 1990
- MVP der Deutschen Meisterschaft – 1990
- NFL Europe Vize Champion – 1996
- NFL Europe Champion – 1995
- Spanischer Meister – 1989
- Vize-Europameisterschaft – 1987